# Serie A 2002 (Ecuador)
La Serie A 2002 è stata la 44ª edizione della massima serie del campionato di calcio dell'Ecuador, ed è stata vinta dall'Emelec, giunto al suo decimo titolo.

## Formula
La stagione è divisa in due fasi: Apertura e Clausura. La prima si disputa in un girone unico; le prime tre si qualificano al girone finale. Il Clausura ricalca l'andamento dell'Apertura. Le ultime due squadre nella classifica complessiva delle due fasi vengono retrocesse, mentre le 6 qualificate alla fase finale si disputano il titolo.

## Apertura
|  | Pos. | Squadra          | Pt | G  | V  | N | P | GF | GS | DR  |
|  | ---- | ---------------- | -- | -- | -- | - | - | -- | -- | --- |
|  | 1.   | Barcelona SC     | 34 | 18 | 10 | 4 | 4 | 22 | 13 | +9  |
|  | 2.   | Aucas            | 32 | 18 | 10 | 2 | 6 | 25 | 27 | -2  |
|  | 3.   | Emelec           | 26 | 18 | 8  | 2 | 8 | 31 | 20 | +11 |
|  | 4.   | Deportivo Quito  | 25 | 18 | 7  | 4 | 7 | 25 | 28 | -3  |
|  | 5.   | El Nacional      | 23 | 18 | 6  | 5 | 7 | 23 | 15 | +8  |
|  | 5.   | LDU Quito        | 23 | 18 | 5  | 8 | 5 | 24 | 23 | +1  |
|  | 5.   | Deportivo Cuenca | 23 | 18 | 6  | 5 | 7 | 21 | 28 | -7  |
|  | 8.   | Macará           | 21 | 18 | 4  | 9 | 5 | 20 | 22 | -2  |
|  | 8.   | ESPOLI           | 21 | 18 | 6  | 3 | 9 | 19 | 29 | -10 |
|  | 10.  | Olmedo           | 17 | 18 | 3  | 8 | 7 | 20 | 25 | -5  |

Barcelona 3 punti bonus; Aucas 2; Emelec 1.

## Clausura
|  | Pos. | Squadra          | Pt | G  | V  | N | P  | GF | GS | DR  |
|  | ---- | ---------------- | -- | -- | -- | - | -- | -- | -- | --- |
|  | 1.   | Deportivo Quito  | 37 | 18 | 10 | 7 | 1  | 34 | 21 | +13 |
|  | 2.   | El Nacional      | 34 | 18 | 9  | 7 | 2  | 29 | 14 | +15 |
|  | 3.   | LDU Quito        | 31 | 18 | 9  | 4 | 5  | 30 | 19 | +11 |
|  | 3.   | Deportivo Cuenca | 31 | 18 | 9  | 4 | 5  | 27 | 21 | +6  |
|  | 3.   | Emelec           | 31 | 18 | 6  | 4 | 8  | 27 | 30 | -3  |
|  | 6.   | Barcelona SC     | 20 | 18 | 5  | 5 | 8  | 23 | 26 | -3  |
|  | 7.   | ESPOLI           | 18 | 18 | 4  | 6 | 8  | 27 | 35 | -8  |
|  | 7.   | Olmedo           | 18 | 18 | 3  | 9 | 6  | 18 | 27 | -9  |
|  | 9.   | Aucas            | 17 | 18 | 3  | 8 | 7  | 26 | 35 | -9  |
|  | 10.  | Macará           | 12 | 18 | 2  | 6 | 10 | 17 | 30 | -13 |

Deportivo Quito 3 punti bonus; El Nacional 2; LDU Quito 1.

## Classifica complessiva
|  | Pos. | Squadra          | Pt | G  | V  | N  | P  | GF | GS | DR  |
|  | ---- | ---------------- | -- | -- | -- | -- | -- | -- | -- | --- |
|  | 1.   | Deportivo Quito  | 62 | 36 | 17 | 11 | 8  | 59 | 49 | +10 |
|  | 2.   | El Nacional      | 57 | 36 | 15 | 12 | 9  | 52 | 29 | +23 |
|  | 3.   | LDU Quito        | 54 | 36 | 14 | 12 | 10 | 54 | 42 | +12 |
|  | 3.   | Barcelona SC     | 54 | 36 | 15 | 9  | 12 | 45 | 39 | +6  |
|  | 3.   | Deportivo Cuenca | 54 | 36 | 15 | 9  | 12 | 48 | 49 | -1  |
|  | 6.   | Aucas            | 49 | 36 | 13 | 10 | 13 | 51 | 62 | -11 |
|  | 7.   | Emelec           | 48 | 36 | 14 | 6  | 16 | 58 | 50 | +8  |
|  | 8.   | ESPOLI           | 39 | 36 | 10 | 9  | 17 | 46 | 64 | -18 |
|  | 9.   | Olmedo           | 35 | 36 | 6  | 17 | 13 | 38 | 52 | -14 |
|  | 10.  | Macará           | 33 | 36 | 6  | 15 | 15 | 37 | 52 | -15 |

## Fase finale
Aucas privato dei punti bonus ottenuti nel Clausura a causa del 9º posto raggiunto nell'Apertura.
Barcelona 3 punti bonus; Deportivo Quito 3; El Nacional 2; Emelec 2; El Nacional 1; Aucas 0.
|                    | Pos. | Squadra         | Pt | G  | V | N | P | GF | GS | DR |
| ------------------ | ---- | --------------- | -- | -- | - | - | - | -- | -- | -- |
| Ecuador (bandiera) | 1.   | Emelec          | 20 | 10 | 6 | 1 | 3 | 15 | 14 | +1 |
|                    | 2.   | Barcelona SC    | 19 | 10 | 5 | 1 | 4 | 12 | 12 | 0  |
|                    | 2.   | El Nacional     | 18 | 10 | 5 | 1 | 4 | 12 | 12 | 0  |
|                    | 4.   | LDU Quito       | 15 | 10 | 4 | 2 | 4 | 11 | 12 | -1 |
|                    | 5.   | Deportivo Quito | 14 | 10 | 3 | 2 | 5 | 15 | 14 | +1 |
|                    | 6.   | Aucas           | 8  | 10 | 2 | 2 | 6 | 13 | 18 | -5 |

## Verdetti
- Emelec campione nazionale
- Emelec, Barcelona ed El Nacional in Coppa Libertadores 2003
- Barcelona e Aucas in Copa Sudamericana 2002.
- Olmedo e Macará retrocessi.

## Classifica marcatori
| Gol |  |  | Giocatore            | Squadra          |
| --- |  |  | -------------------- | ---------------- |
| 25  |  |  | Christian Carnero    | Deportivo Quito  |
| 17  |  |  | Carlos Juárez        | Emelec           |
| 17  |  |  | Carlos Tenorio       | LDU Quito        |
| 16  |  |  | Johnny Baldeón       | Deportivo Quito  |
| 15  |  |  | Nicolás Asencio      | Barcelona SC     |
| 14  |  |  | Carlos Quiñónez      | Deportivo Cuenca |
| 14  |  |  | Raúl Duarte          | Macará           |
| 12  |  |  | Otilino Tenorio      | Emelec           |
| 12  |  |  | Oscar Pacheco        | LDU Quito        |
| 11  |  |  | Juan Carlos Bermegui | Aucas            |